# Günter Prinzing
Günter Prinzing (ur. 24 lipca 1943 w Hamburgu) – niemiecki historyk, bizantynolog. 

## Życiorys
Jest absolwentem slawistyki na Uniwersytecie w Hamburgu. Studia uzupełniał na uniwersytetach  wiedeńskim, lyońskim i monachijskim. Na tej ostatniej uczelni poznał Hans-Georga Becka. W okresie 1971–1975 był asystentem Hansa-Wilhelma Haussiga na uniwersytecie w Bochum. W latach 1976–1982 pracował na Westfalskim Uniwersytecie Wilhelma w Münsterze, gdzie uzyskał habilitację. Od 1982 był profesorem w Münsterze. Od 1986 wykładał na Uniwersytecie Jana Gutenberga w Moguncji. W 2008 przeszedł na emeryturę.
Prinzig specjalizował się w stosunkach między Bizancjum a Europą słowiańską.
28 sierpnia 2007 otrzymał brązowy Medal „Zasłużony Kulturze Gloria Artis”
17 marca 2017 został uhonorowany Medalem za Zasługi dla Uniwersytetu im. Adama Mickiewicza w Poznaniu. 

## Wybrane publikacje
- Die Bedeutung Bulgariens und Serbiens in den Jahren 1204–1219 im Zusammenhang mit der Entstehung und Entwicklung der byzantinischen Teilstaaten nach der Einnahme Konstantinopels infolge des 4. Kreuzzuges, München 1972 (Miscellanea Byzantina Monacensia, 12)
- Das Bild Justinians in der Überlieferung der Byzantiner vom 7. bis 15. Jahrhundert. In: Fontes Minores 7, hrsg. von D. Simon. Frankfurt am Main 1986, 1-99.
- unter Mitarbeit von I. Bradler u.a.: Ortsnamenindex zu stadtgeschichtlichen Arbeiten der Byzantinistik. Wiesbaden: Harrassowitz 1994.
- mit Andrea B. Schmidt (Hrsg.): Das Lemberger Evangeliar. Eine wiederentdeckte armenische Bilderhandschrift des 12. Jahrhunderts. Wiesbaden: Reichert 1997 (Sprachen und Kulturen des Christlichen Orients, Bd. 2)
- Vom Umgang der Byzantiner mit den Fremden. In: Chr. Lüth, R. W. Keck und E. Wirsing (Hrsg.), Der Umgang mit dem Fremden in der Vormoderne. Studien zur Akkulturation in bildungshistorischer Sicht. Köln u.a. 1997, s. 117–143. (Beiträge zur historischen Bildungsforschung 17)
- Die umstrittene Selbständigkeit der Makedonischen Orthodoxen Kirche in historischer Sicht, in: Aus der Südosteuropa-Forschung, Bd. 10, hrg. von W. Althammer, München 1999, s. 31–43.
- Trapezuntia in Krakau. Über die Kleinchronik und andere Texte im Cod. Berolin. graec. qu. 5. In: Polypleuros Nous. Festschrift für Peter Schreiner, hrsg. v. Cordula Scholz und Georgios Makris. München 2000, s. 290–310.
- Zu einigen speziellen "Sklaven-"Belegen im Geschichtswerk des Byzantiners Ioannes Skylitzes. In: Fünfzig Jahre Forschungen zur antiken Sklaverei an der Mainzer Akademie, 1950-2000. Miscellanea zum Jubiläum. Hrsg. von H. Bellen und H. Heinen. Stuttgart 2001, s. 353–362.
- Hrsg. mit Maciej Salamon unter Mitwirkung von Paul Stephenson: Byzantium and East Central Europe. Krakau 2001 (= Byzantina et Slavica Cracovensia, III)
- Demetrii Chomateni Ponemata diaphora, recensuit Günter Prinzing (Corpus Fontium Historiae Byzantinae 38). De Gruyter, Berlin und New York 2002.
- Das Papsttum und der orthodox geprägte Südosten Europas 1180–1216. In: Das Papsttum in der Welt des 12. Jahrhunderts. Hrsg. v. Ernst-Dieter Hehl, I. H. Ringel und H. Seibert. Stuttgart 2002, s. 137–184.
- Zur byzantinischen Rangstreitliteratur in Prosa und Dichtung, in: Römische Historische Mitteilungen 45 (2003), 241-286.
- A Quasi Patriarch in the State of Epiros: The autocephalous archbishop of „Boulgaria“ (Ohrid) Demetrios Chomatenos. In: Zbornik radova Vizantantoloskog Instituta 41 (2004) (= Festschrift Sima Ćirković), s. 165–182.
- Zum Austausch diplomatischer Geschenke zwischen Byzanz und seinen Nachbarn in Ostmittel- und Südosteuropa, in: J. G. Deckers, M. Restle, A. Shalem (Hrsg.): Mitteilungen zur Spätantiken Archäologie und Byzantinischen Kunstgeschichte Bd. 4, Wiesbaden 2005, s. 141–173.
- Geschriebenes neben Gemaltem: Zu den Memorial- und Stifterinschriften in der Kirche Hagia Triada (1743-1745) in Proasteio (Exo Mani/Peloponnes). In: Geschehenes und Geschriebenes. Studien zu Ehren von Günther S. Henrich und Klaus-Peter Matschke hrsg. v. S. Kolditz u R. C. Müller. Leipzig 2005, S. 223-251.
- Nochmals zur historischen Deutung des Bamberger Gunthertuches auf Johannes Tzimiskes. In: Byzantium, New Peoples, New Powers: The Byzantino-Slav Contact Zone, from the Ninth to the Fifteenth Century, ed. by M. Kaimakamova, M. Salamom and M. Smorag Rozycka (= Byzantina et Slavica Cracovensia, 5). Krakau 2007, S. 123–152.
- Elissos (Lezha) oder Kroai (Kruja)? Zu Anna Komnenes problematischer Beschreibung der mittelalbanischen Küstenregion zwischen Elissos und Dyrrachion (Durrës) um 1107. In: K. Belke, E. Kislinger, A. Külzer, M. A.Stassinopoulou (Hrsg.): Byzantina Mediterranea. Festschrift für Johannes Koder zu seinem 65. Geburtstag. Wien, Köln, Weimar 2007, S. 503-515.
- Pliska in the View of Protobulgarian Inscriptions and Byzantine Written Sources. In: Post-Roman Towns, Trade and Settlement in Europe and Byzantium, hrsg. v. J. Henning. Vol. 2: Byzantium, Pliska and the Balkans (= Millennium Studien / Millennium Studies 5, 2), Berlin u. New York 2007, S. 241-252.
- Der Vierte Kreuzzug in der späteren Historiographie und Chronistik der Byzantiner. In: The Fourth Crusade Revisited. Atti della Conferenza Internazionale nell'ottavo centenario della IV Crociata, 1204-2004. Andros (Grecia), 27-30 maggio 2004, a cura di P. Piatti. Città del Vaticano 2008, S. 275–307.
- Zu Jörg von Nürnberg, dem Geschützgießer Mehmets II., und seiner Schrift "Geschichte von der Turckey". In: Sultan Mehmet II., Eroberer Konstantinopels - Patron der Künste. Hrsg. v. Neslihan Asutay-Effenberger und U. Rehm. Köln u.a. 2009, S. 59-75.
- Das mittelalterliche Mainz und Byzanz. Historisch-politische, kirchen- und kulturgeschichtliche Aspekte, in: Archiv für Kulturgeschichte 91 (2009), S. 45-77.
- Observations on the Legal Status of Children and the Stages of Childhood in Byzantium. In: A. Papaconstantinou, A.-M. Talbot (Hrsg.): Becoming Byzantine. Children and Childhood in Byzantium. Washington, D.C., 2009, s. 15-34.
- Querschnitt "1200" und Längsschnitt "Kirchengeschichte" und (zusammen mit B. Romhányi): Kap. 3: Reichsherrschaft und innerregionale Konsolidierung im Hochmittelalter: Byzanz und die Staatenwelt in Südosteuropa [ca. 900-1282]. In: K. Clewing, O. J. Schmitt (Hrsg.). Geschichte Südosteuropas vom frühen Mittelalter bis zur Gegenwart. Regensburg 2011, 58-60, 61-65; 66-138.
- Epiros 1204-1261. Historical Outline - Sources – Prosopography. In: J. Herrin, G. Saint-Guillain (eds), Identities and Allegiances in the Eastern Mediterranean after 1204. Farnham/Surrey u. Burlington/VT 2011, 81-89.
- Die autokephale byzantinische Kirchenprovinz Bulgarien/Ohrid. Wie unabhängig waren ihre Erzbischöfe?, w: Proceedings of the 22nd International Congress of Byzantine Studies, Sofia, 22-27 August 2011, vol. I: Plenary papers. Sofia 2011, 389-413.

## Publikacje wydane w Polsce
- Bizantyjskie aspekty średniowiecznej historii Polski, w oprac. Kazimierza Ilskiego, Poznań: UAM 1994.
- Bizantyńczycy wobec obcych, w oprac. Kazimierza Ilskiego, Poznań: Księgarnia Świętego Wojciecha 1998.
- Status prawny dzieci w Bizancjum, z ang. tł. Anna Kotłowska, Poznań: Instytut Historii UAM 2008.
- Zaginiony - odnaleziony ukryty: o pochodzeniu, znaczeniu i losie najstarszego Ewangeliarza dawnego ormiańsko-unijnego biskupstwa we Lwowie, Poznań: Wydawnictwo VIS 2004.
- (redakcja) Byzantium and East Central Europe, ed. by Günter Prinzing and Maciej Salamon, with the assistance of Paul Stephenson, Cracow: "Historia Iagellonica" 2001. (Byzantina et Slavica Cracoviensia III).